# Nordiska Asa-samfundet
Nordiska Asa-samfundet, förkortat NAS, är ett trossamfund inom religionen modern asatro.

## Beskrivning
Samfundet bildades 2014 av Stenar Sonevang, och blev godkänt av kammarkollegiet 2016. Samfundet är Sveriges största samfund för asatroende och har 2019 över 1500 medlemmar i över 16 länder. 2023-2026 är Håkan Ljunggren ordförande och Thommy Vähäsalo Riksblotansvarig. 
NAS är ett modernt samfund för asatroende och baserar sin värdegrund på historiska källor som den poetiska eddan samt den levande kultur som finns kvar hos de som är asatroende idag.
NAS är opolitiskt och gör inga politiska ställningstaganden. Det verkar för att tro och politik ska hållas isär och politiskt laddade budskap inte ska associeras till asatron eller dess kulturella uttryck, till exempel runor. NAS skriver under på FN:s deklaration om mänskliga rättigheter.
En av de viktigaste platserna i Sverige är kungshögarna utanför Uppsala, men det finns gott om viktiga platser för asatroende i Sverige.
Asatron har ett flertal gudar som exempelvis Oden, Tor, Freja, Njord och Frigg och är därigenom en  polyteistisk religion. Eftersom asatron varit starkt undantryckt av kristendomen i de nordiska länderna har den delvis fått återskapas de senaste 100 åren. NAS leder arbetet med att varsamt modernisera och utveckla asatron utan att förändra dess innehåll.
Nordiska Asa-samfundets högtidskalender går efter den förkristna hedniska lunisolarkalendern som inkluderar både månens och solens varv under året till skillnad från den julianska kalendern och gregorianska kalendern som är solarkalendrar. Denna sortens kalender följdes av de flesta förkristna och kan spåras tillbaka ända till stenåldern.
Den hedniska lunisolarkalendern kalendern innehöll 12 månader med en extra skottmånad sköts in var vartannat eller var tredje år, den extra skottmånaden sköts in under sommaren. Månaderna varade från nymåne till skiftet mellan fullmåne och nymåne, från nymåne till nymåne enkelt förklarat (benämns som ny och nedan i källorna) vilket gjorde att de förkristna månaderna började och slutade vid andra tidpunkter än vad våra månader idag gör. Fullmånen var och är en viktig tidpunkt för Asatro och för germansk hedendom, likaså många andra förkristna religioner. Det var vid fullmånen i en specifik mån-månad som bloten utfördes och inte vid någon årstidspunkt t.ex. vårdagjämning. Den mer moderna “hedniska” kalendern som kallas för Årshjulet där årstider, t.ex. vårdagjämning utgör tidpunkterna för hedniska högtider är inte historiskt belagd, utan den är byggd på lösa 1600-och 1800-tals teorier samt 1900-talets nyhedendom med influenser från andra trossystem t.ex. wicca och levnadssätt.
Högtiderna (bloten) som NAS utför är 5 st till antalet fördelade under 1 år, samtliga är historiskt belagda i källorna. Utöver dessa 5 anordnas det ett stort Sommarblot kring den verkliga midsommartiden, vilket är i juli, detta blot är dock inte historiskt belagt utan det ett blot som NAS har skapat. NAS kämpar för att nå ut med kunskap om både tro och kultur till allmänheten för att minska politiska gruppers möjligheter att fylla kulturella och religiösa uttryck med politiska betydelser samt för att få samma rättigheter som övriga religioner i samhället.
NAS hör till den hedniska sfären tillsammans med ett flertal intressegrupper för fornnordisk kultur och historia. Genom att definiera den moderna asatron genom Asavisir har det fört tillbaka asatron till den hedniska sfären utan politiska belastningar och tydligt markerat gränserna till asa-sfären.
Ett led i NAS arbete att motverka fördomar mot asatroende och politisk inblandning i tron är att upprätta ett symbollexikon där symboler och kulturella uttryck presenteras med sin historiska och religiösa betydelse.